# 坪市乡
坪市乡，是中国江西省赣州市南康市下辖的一个乡镇级行政单位。

## 行政区划
坪市乡共辖以下地区：
银岗居委会、大路坪村、松林村、长坳村、小安村、白马塘村、罗洞村、小陂村、谭帮村、境口村、溪上村、李岭村、坪市村。